# Neptis nicodice
Neptis nicodice är en fjärilsart som beskrevs av Karl Grünberg 1911. Neptis nicodice ingår i släktet Neptis och familjen praktfjärilar. Inga underarter finns listade i Catalogue of Life.